# Sapupara
Sapupara é um distrito do município brasileiro de Maranguape, no estado do Ceará. Segundo o censo demográfico de 2022, realizado pelo Instituto Brasileiro de Geografia e Estatística (IBGE), sua população era de 7 245 habitantes e havia 2 349 domicílios particulares permanentes ocupados.
De acordo com o IBGE, em 2010 a população era de 8 230 habitantes e havia 2 247 domicílios particulares.
Foi criado com o nome Tabatinga pelo ato provincial de 8 de junho de 1864. Passou a se chamar Sapupara pelo decreto-lei estadual nº 1.114 de 30 de dezembro de 1943.